# Предотвратимые причины смерти
Предотвратимые причины смерти — это причины смерти, связанные с факторами риска, которых можно было избежать. Всемирная организация здравоохранения традиционно классифицирует смерть по основному типу заболевания или травмы. Однако причины смерти также можно классифицировать с точки зрения предотвратимых факторов риска, таких как курение, нездоровое питание, опасное сексуальное поведение и безрассудное вождение, которые способствуют возникновению ряда различных заболеваний. Такие факторы риска обычно не фиксируются непосредственно в свидетельствах о смерти, хотя они указываются в медицинских отчётах.

## Мировая распространённость
Подсчитано, что из примерно 150 000 человек, умирающих каждый день во всем мире, около двух третей — 100 000 в день — умирают по причинам, связанным с возрастом. В промышленно развитых странах эта доля намного выше и достигает 90 процентов. Таким образом, хотя и косвенно, биологическое старение, безусловно, является ведущей причиной смерти. Можно ли замедлить, остановить или даже обратить вспять старение как биологический процесс, является предметом текущих научных исследований.

### Цифры за 2001 год
Ведущие причины предотвратимой смерти во всем мире по состоянию на 2001 год, по данным исследователей, работающих с Сетью приоритетов контроля заболеваний (DCPN) и Всемирной организацией здравоохранения (ВОЗ). (Статистика ВОЗ за 2008 год Архивная копия от 4 февраля 2014 на Wayback Machine показывает очень схожие тенденции.)
| Причина                                               | Количество смертей (в миллионах в год) |
| ----------------------------------------------------- | -------------------------------------- |
| Гипертония                                            | 7,8                                    |
| Курение                                               | 5,4                                    |
| Недоедание                                            | 3,8                                    |
| Заболевания, передающиеся половым путём               | 3.0                                    |
| Плохое питание                                        | 2,8                                    |
| Избыточный вес и ожирение                             | 2,5                                    |
| Физическое бездействие                                | 2.0                                    |
| Алкоголь                                              | 1.9                                    |
| Загрязнение воздуха внутри помещений твёрдым топливом | 1,8                                    |
| Небезопасная вода и плохая санитария                  | 1.6                                    |

В 2001 году в среднем 29 000 детей умирали от предотвратимых причин каждый день (то есть около 20 смертей в минуту). Авторы предоставляют контекст:
В 2001 году погибло около 56 миллионов человек. Из них 10,6 миллиона составляли дети, 99% из которых жили в странах с низким и средним уровнем дохода. Более половины случаев смерти детей в 2001 году были связаны с острыми респираторными инфекциями, корью, диареей, малярией и ВИЧ/СПИДом.

### Годовое количество смертей и причин
| Причина                                                      | Число                 | Процент от общего | Заметки |
| ------------------------------------------------------------ | --------------------- | ----------------- | --- |
| Предотвратимые врачебные ошибки в больницах                  | От 210 000 до 448 000 | 23,1 %            | Оценки различаются, значительное число предотвратимых смертей также является результатом ошибок за пределами больниц. |
| Курение табака                                               | 435 000               | 18,1 %            | |
| Избыточный вес и ожирение                                    | 111 900               | 4,6 %             | Было много споров о различиях в количестве заболеваний, связанных с ожирением. Цифры, приведенные в указанной статье, оказались наиболее точными. |
| Алкоголь                                                     | 85 000                | 3,5 %             | |
| Инфекционные заболевания                                     | 75 000                | 3,1 %             | |
| Токсичные вещества, включая токсины, твердые частицы и радон | 55 000                | 2,3 %             | |
| Дорожные столкновения                                        | 43 000                | 1,8 %             | |
| Предотвратимый колоректальный рак                            | 41 400                | 1,7 %             | Колоректальный рак (рак кишечника, рак толстой кишки) стал причиной 51 783 смертей в США в 2011 году Около 80 процентов колоректального рака начинаются с доброкачественных новообразований, обычно называемых полипами, которые можно легко обнаружить и удалить во время колоноскопии . Соответственно, приведенная в таблице цифра предполагает, что 80 процентов смертельных случаев рака можно было предотвратить. |
| Смерти от огнестрельного оружия                              | 31 940                | 1,3 %             | Самоубийства: 19766; убийства: 11 101; несчастные случаи: 852; неизвестно: 822. |
| Инфекции, передающиеся половым путем                         | 20,000                | 0,8 %             | |
| Злоупотребление наркотиками                                  | 17 000                | 0,7 %             | |

## Среди детей во всем мире
Различные травмы являются основной причиной смерти детей в возрасте 9-17 лет. В 2008 году в пятёрку крупнейших в мире непреднамеренных травм у детей вошли следующие:
| Причина                           | Количество смертей в результате |
| --------------------------------- | ------------------------------- |
| Дорожно-транспортные происшествия | 260 000 в год                   |
| Утопление                         | 175 000 в год                   |
| Вирусы                            | 96 000 в год                    |
| Падения                           | 47 000 в год                    |
| Токсины                           | 45 000 в год                    |